# Norseman
Norseman é uma cidade localizada na região de Goldfields-Esperance, no estado australiano da Austrália Ocidental, ao longo da rodovia Coolgardie-Esperance, a 726 km a leste de Perth e a 278 m de altitude. É também o ponto de início da rodovia Eyre, e a última pequena cidade com população considerável na Austrália Ocidental antes da divisa com a Austrália Meridional, 720 km a leste. Pelos dados do censo australiano de 2006, Norseman tinha uma população de 857 habitantes.

## História
A procura pelo ouro levou ao estabelecimento de Norseman. Há na atualidade um grupo de pequenas operações de mineração aurífera na região mas somente a companhia Central Norseman Gold Corporation pode ser considerada como produtor de grande porte. O ouro foi encontrado pela primeira vez na área de Norseman em 1892, aproximadamente a 10 km ao sul da cidade, próximo à localidade de Dundas. O "campo de Dundas" foi proclamado em agosto de 1893 e uma sede estabelecida ali.
Em agosto de 1894, Lawrence Sinclair e seu irmão George Sinclair, além de Jack Alsopp descobriram um filão de ouro, nomeada por Sinclair em homenagem a seu cavalo, Hardy Norseman. A família, originária das Ilhas Shetland, veio em dezembro de 1863. Outro irmão de Lawrence, James, estava trabalhando em Esperance como chefe do posto telegráfico e de correio. Em janeiro de 1895, o administrador da mineradora pediu ao governo que elevasse a área à condição de localidade para 200 mineiros que haviam chegado à região. A elevação ocorreu em 22 de maio. O nome aborígene para a área é "Jimberlana". Um empresário da mineração, de Melbourne, Ernest McCaughan, liderou um grupo de 13 pessoas de Melbourne a Esperance para se deslocar rumo ao interior e descobrir a parte central do campo aurífero. Mais tarde, ele promoveu empreendimentos de mineração na Austrália Ocidental e na Tasmânia.
Inicialmente, Norseman passou por dificuldades em seu desenvolvimento em função da cidade de Dundas; mas, entre 1895 e 1901, uma agência de correio, bancos, médico, fórum, lojas e igrejas haviam sido construído e em 1899 carruagens de correio da Cobb & Co, começaram a atender a localidade. Em 1935, a Western Mining Corporation chegou a Norseman e investiu significativamente em sua infraestrutura, com novas ruas asfaltadas, eletricidade e uma extensão do sistema de suprimento de água à cidade.
Em 1898, a população de Norseman era de 418 habitantes - 262 homens e 156 mulheres.
Em certo momento, a cidade de Norseman foi o segundo campo aurífero mais rico da Austrália Ocidental, não muito distante de Kalgoorlie. Estima-se que, desde 1892, mais de 100 toneladas de ouro foram extraídas na área. A mina de ouro de Norseman é a mina há mais tempo em operação no país. Em 2006, a mina estava em operação há mais de 65 anos, tendo produzido mais de 6,5 milhões de onças (valor aproximado de 184 toneladas) àquela época.

## Atualidade
Atualmente, Norseman é uma pequena e espraiada cidade, que vive em função da mineração e que possui um grande despejo de rejeitos de minério.

## Geografia

### Clima
O clima de Norseman é semiárido (Classificação de Köppen BSh).
| Dados climatológicos para Norseman, Austrália Ocidental (1897-2010) | Dados climatológicos para Norseman, Austrália Ocidental (1897-2010) | Dados climatológicos para Norseman, Austrália Ocidental (1897-2010) | Dados climatológicos para Norseman, Austrália Ocidental (1897-2010) | Dados climatológicos para Norseman, Austrália Ocidental (1897-2010) | Dados climatológicos para Norseman, Austrália Ocidental (1897-2010) | Dados climatológicos para Norseman, Austrália Ocidental (1897-2010) | Dados climatológicos para Norseman, Austrália Ocidental (1897-2010) | Dados climatológicos para Norseman, Austrália Ocidental (1897-2010) | Dados climatológicos para Norseman, Austrália Ocidental (1897-2010) | Dados climatológicos para Norseman, Austrália Ocidental (1897-2010) | Dados climatológicos para Norseman, Austrália Ocidental (1897-2010) | Dados climatológicos para Norseman, Austrália Ocidental (1897-2010) | Dados climatológicos para Norseman, Austrália Ocidental (1897-2010) |
| Mês                                                                 | Jan                                                                 | Fev                                                                 | Mar                                                                 | Abr                                                                 | Mai                                                                 | Jun                                                                 | Jul                                                                 | Ago                                                                 | Set                                                                 | Out                                                                 | Nov                                                                 | Dez                                                                 | Ano                                                                 |
| ------------------------------------------------------------------- | ------------------------------------------------------------------- | ------------------------------------------------------------------- | ------------------------------------------------------------------- | ------------------------------------------------------------------- | ------------------------------------------------------------------- | ------------------------------------------------------------------- | ------------------------------------------------------------------- | ------------------------------------------------------------------- | ------------------------------------------------------------------- | ------------------------------------------------------------------- | ------------------------------------------------------------------- | ------------------------------------------------------------------- | ------------------------------------------------------------------- |
| Temperatura máxima recorde (°C)                                     | 46,0                                                                | 44,9                                                                | 43,8                                                                | 37,0                                                                | 33,3                                                                | 27,8                                                                | 27,7                                                                | 32,5                                                                | 35,6                                                                | 40,0                                                                | 41,1                                                                | 44,9                                                                | 46,0                                                                |
| Temperatura máxima média (°C)                                       | 32,5                                                                | 31,3                                                                | 28,8                                                                | 24,5                                                                | 20,4                                                                | 17,4                                                                | 16,8                                                                | 18,4                                                                | 21,6                                                                | 24,9                                                                | 28,0                                                                | 30,7                                                                | 24,6                                                                |
| Temperatura mínima média (°C)                                       | 15,8                                                                | 15,9                                                                | 14,5                                                                | 11,6                                                                | 8,5                                                                 | 6,3                                                                 | 5,2                                                                 | 5,4                                                                 | 7,4                                                                 | 9,7                                                                 | 12,2                                                                | 14,0                                                                | 10,5                                                                |
| Temperatura mínima recorde (°C)                                     | 6,0                                                                 | 6,3                                                                 | 3,3                                                                 | 0,6                                                                 | −2,3                                                                | −4,6                                                                | −3,1                                                                | −2,2                                                                | −3,0                                                                | −0,7                                                                | 2,2                                                                 | 3,6                                                                 | −4,6                                                                |
| Precipitação (mm)                                                   | 19,8                                                                | 25,2                                                                | 23,9                                                                | 23,6                                                                | 30,6                                                                | 30,3                                                                | 26,9                                                                | 25,1                                                                | 21,1                                                                | 20,3                                                                | 20,5                                                                | 21,3                                                                | 288,7                                                               |
| Fonte: Agosto de 2010                                               |                                                                     |                                                                     |                                                                     |                                                                     |                                                                     |                                                                     |                                                                     |                                                                     |                                                                     |                                                                     |                                                                     |                                                                     |                                                                     |